# Tetela del Volcán (kommun)
Tetela del Volcán är en kommun i Mexiko.   Den ligger i delstaten Morelos, i den sydöstra delen av landet, 80 km sydost om huvudstaden Mexico City.
Följande samhällen finns i Tetela del Volcán:
- Tetela del Volcán
- Hueyapan
- Lomas Lindas
- Tlalamayocan